# زارى الحجل (أسلم)

تعديل مصدري - تعديل

زارى الحجل هي إحدى قرى عزلة أسلم الوسط بمديرية أسلم التابعة لمحافظة حجة، بلغ تعداد سكانها 263 نسمة حسب تعداد اليمن لعام 2004.